# 青木俊明
青木 俊明（あおき としあき、1970年 -　）は、日本の都市計画学者。専門は環境心理学、都市環境政策、都市計画、地域計画、応用社会心理学など。2020年現在は東北大学大学院国際文化研究科准教授。

## 来歴
群馬県に生まれる。群馬県立前橋高等学校を経て、1993年に東北大学工学部原子核工学科を卒業し、引き続き大学院情報科学研究科に進み、1998年3月に博士後期課程を満期退学した。同年4月より経済学部助手となり、翌年建設省土木研究所（現在の国土交通省国土技術政策総合研究所）で任期付研究員になる。
2002年4月より東北工業大学土木工学科講師となり、建設システム工学科助教授（2005年4月）を経て2008年4月に経営コミュニケーション学科准教授に就任する。
2012年4月より東北大学大学院国際文化研究科准教授を務めている。

## 著書
- 『市民生活行動学』（土木学会土木計画学研究委員会市民生活行動研究小委員会 編集）丸善出版、土木学会、2015年
- 『ランドスケープアーキテクチャーの起点』（森山雅幸編著 共著）ぎょうせい、2007年